# Mark McGrath
Mark Sayers McGrath (ur. 15 marca 1968 w Hartford) – amerykański wokalista rockowej grupy Sugar Ray, z którą wylansował przeboje takie jak „Every Morning,” „Someday” czy „When It's Over”, kompozytor i osobowość telewizyjna.

## Życiorys

### Wczesne lata
Urodził się w Hartford w stanie Connecticut w rodzinie irlandzkich katolików Edwarda T. McGratha i AM McGrath. Wychowywał się w Newport Beach w stanie Kalifornia ze starszą siostrą Tracy (ur. 1966). Jego starszy brat Edward T. McGrath Jr. zmarł przy porodzie w 1966 na nagłą śmierć łóżeczkową. Kiedy miał dwanaście lat, jego rodzice rozwiedli się. Uczęszczał do Corona del Mar High School w Newport Beach razem z Josephem McGinty Nicholem. W szkole średniej grał w piłkę nożną i koszykówkę. Liceum ukończył w 1986.

### Kariera
Jego kariera muzyczna rozpoczęła się w lipcu 1988 roku, kiedy był studentem na wydziale komunikacji na Uniwersytecie Południowej Kalifornii z zespołem złożonym z jego przyjaciół z liceum w Newport Beach w hrabstwie Orange. Zespół był początkowo nazywano Shrinky Dinx, a później zmieniono na Sugar Ray. Mark McGrath był wokalistą Sugar Ray w składzie: Rodney Sheppard (gitara), Murphy Karges (gitara basowa), Stan Frazier (perkusja) i Craig „DJ Homicide” Bullock. W 1994 roku zespół podpisał kontrakt z Atlantic Records. Ich nagrany w 1995 roku debiutancki album Lemonade and Brownies (Lemoniada i ciasteczka) okazał się klapą. Sukces przyszedł 17 czerwca 1997 wraz z piosenką „Fly”.
McGrath trafił na okładki popularnych magazynów, takich jak „Spin”, „Rolling Stone”, „Teen” czy „Cosmopolitan”, a w 1998 został nazwany „najseksowniejszą gwiazdą rocka” przez magazyn „People”.
Trafił do obsady komedii Ivana Reitmana Dzień ojca (1997), gdzie główne role zagrali: Robin Williams i Billy Crystal. Kilka utworów śpiewanych przez McGratha można było usłyszeć w filmach: „Hold Your Eyes” w thrillerze Dzikie żądze (1998), „Rivers” w Krzyk 2 (1997), „Glory” w American Pie (1999), „Fly (Without Supercat)” w Wygrane marzenia (2000), „Aim for Me” w Wielka misja Maxa Keeble’a (2001), „When It's Over” w Ostrożnie z dziewczynami (2002), „Words to Me” w Scooby-Doo (2002), „Disasterpiece” w Kasa albo życie (2002), „Someday” w Fałszywa dwunastka (2003), „A Love Like This” w komediodramacie Garry’ego Marshalla Mama na obcasach (2004) z Kate Hudson i „Fly” w serialu animowanym Amerykański tata (2008), a piosenka „Every Morning” była tłem gry komputerowej Karaoke Revolution (2003). Był autorem muzyki do komedii-parodii Keenena Ivory’ego Wayansa Straszny film 2 (Scary Movie 2, 2001). Wystąpił w komediodramacie Dziewczyny z wyższych sfer (2003) z Brittany Murphy.
Na początku 2005 był również gościnnie jurorem w przesłuchaniach American Idol. Pełnił funkcję gospodarza różnych programów MTV i VH1, a także Fox Don't Forget the Lyrics! (Nie zapomnij tekstu!), World Music Awards i Radio Music Awards. W 2005 zdobył nominację do Teen Choice Awards. Otrzymał propozycję zagrania roli Dexa Lawsona w serialu The WB Czarodziejki (Charmed, 2005), ale ostatecznie odrzucił ją z powodu konfliktów harmonogramu i został zastąpiony przez Jasona Lewisa. Był też prezenterem programu Warner Bros. Extra (2007-2008, 2014).

## Życie prywatne
Romansował z modelką Bobbie Brown, Madonną (1999), Carmen Electrą (2001), Rachel Hunter (2002), Michelle Ruben (2002), Paris Hilton (2003), Jordaną Brewster (2003-04), Sarą Foster (2005) i Pamelą Anderson (2005).
Od 1994 spotykał się z kosmetyczką Carin Kingsland, z którą po 16 latach na sylwestra 2009 zaręczył się. 29 kwietnia 2010 zostali rodzicami bliźniąt: syna Lydona Edwarda i córki Hartley Grace. Wzięli ślub 24 września 2012.

## Dyskografia

### Z zespołem Sugar Ray
- 1995: Lemonade and Brownies
- 1997: Floored
- 1999: 14:59
- 2001: Sugar Ray
- 2003: In the Pursuit of Leisure
- 2005: The Best of Sugar Ray
- 2009: Music for Cougars

### Albumy solowe
- 2015: Summertime's Coming (EP)

### Filmografia
| filmy fabularne | filmy fabularne                                                 | filmy fabularne                   | filmy fabularne                     | filmy fabularne |
| Rok             | Tytuł                                                           | Rola                              | Reżyser                             |                 |
| --------------- | --------------------------------------------------------------- | --------------------------------- | ----------------------------------- | --------------- |
| 1997            | Dzień ojca (Fathers' Day)                                       | członek grupy Sugar Ray           | Ivan Reitman                        |                 |
| 2002            | Scooby-Doo                                                      | w roli samego siebie              | Raja Gosnell                        |                 |
| 2003            | Pauly Shore nie żyje (Pauly Shore Is Dead)                      | dupek golfista                    | Pauly Shore                         |                 |
| 2003            | Dziewczyny z wyższych sfer (Uptown Girls)                       | gwiazdor rocka                    | Boaz Yakin                          |                 |
| 2010            | Darker Side of Green (wideo)                                    | moderator                         | Adryana Cortez, Patrick Courrielche |                 |
| 2014            | Rekinado 2: Drugie ugryzienie (Sharknado 2: The Second One, TV) | Martin Brody, przyrodni brat Fina | Anthony C. Ferrante                 |                 |
| 2015            | Joe Dirt 2: Beautiful Loser (wideo)                             | Jimmy Yauch / 1965 Rory Yauch     | Fred Wolf                           |                 |
| 2015            | Rekinado 3 (Sharknado 3: Oh Hell No!, TV)                       | Martin Brody, przyrodni brat Fina | Anthony C. Ferrante                 |                 |

| 1995      | Howard Stern                                                           | w roli samego siebie                 |
| 1998-2001 | Howard Stern                                                           | w roli samego siebie                 |
| 2001      | Drew Carey Show                                                        | członek grupy Sugar Ray / gitarzysta |
| 2003      | Player$                                                                | w roli samego siebie                 |
| 2004      | Gorące Hawaje (North Shore)                                            | w roli samego siebie                 |
| 2004      | Las Vegas                                                              | w roli samego siebie                 |
| 2005      | Prawo i porządek: sekcja specjalna (Law & Order: Special Victims Unit) | J.J. Price                           |
| 2011      | FCU: Fact Checkers Unit                                                | DJ Booth                             |
| 2013      | Biuro (The Office)                                                     | w roli samego siebie                 |
| 2014      | Today                                                                  | w roli samego siebie                 |
| 2014      | CollegeHumor Originals                                                 | w roli samego siebie                 |
| 2014      | The Neighbors                                                          | John                                 |
| 2015      | Today                                                                  | w roli samego siebie                 |
| 2015      | Workaholics                                                            | w roli samego siebie                 |
| 2016      | Lady Dynamite'                                                         | w roli samego siebie                 |